# Древневенгерская конфедерация племён
Древневенгерские племена эпохи завоевания родины на Дунае:
1. ньек — (греч. νέκη, венг. nyék)
2. ме́дьер — (греч. μεγέρη, венг. megyer)
3. кюрт-дьа́рмат — (греч. κουςτουγερμάτου, венг. kürtgyarmat)
4. та́рьян — (греч. ταριάνου, венг. tarján)
5. е́но — (греч. γενάχ, венг. jenő)
6. кер — (греч. καρή, венг. kér)
7. ке́си — (греч. κασή, венг. keszi)
8. кава́ры — (греч. κάβαροι, венг. kabarok)

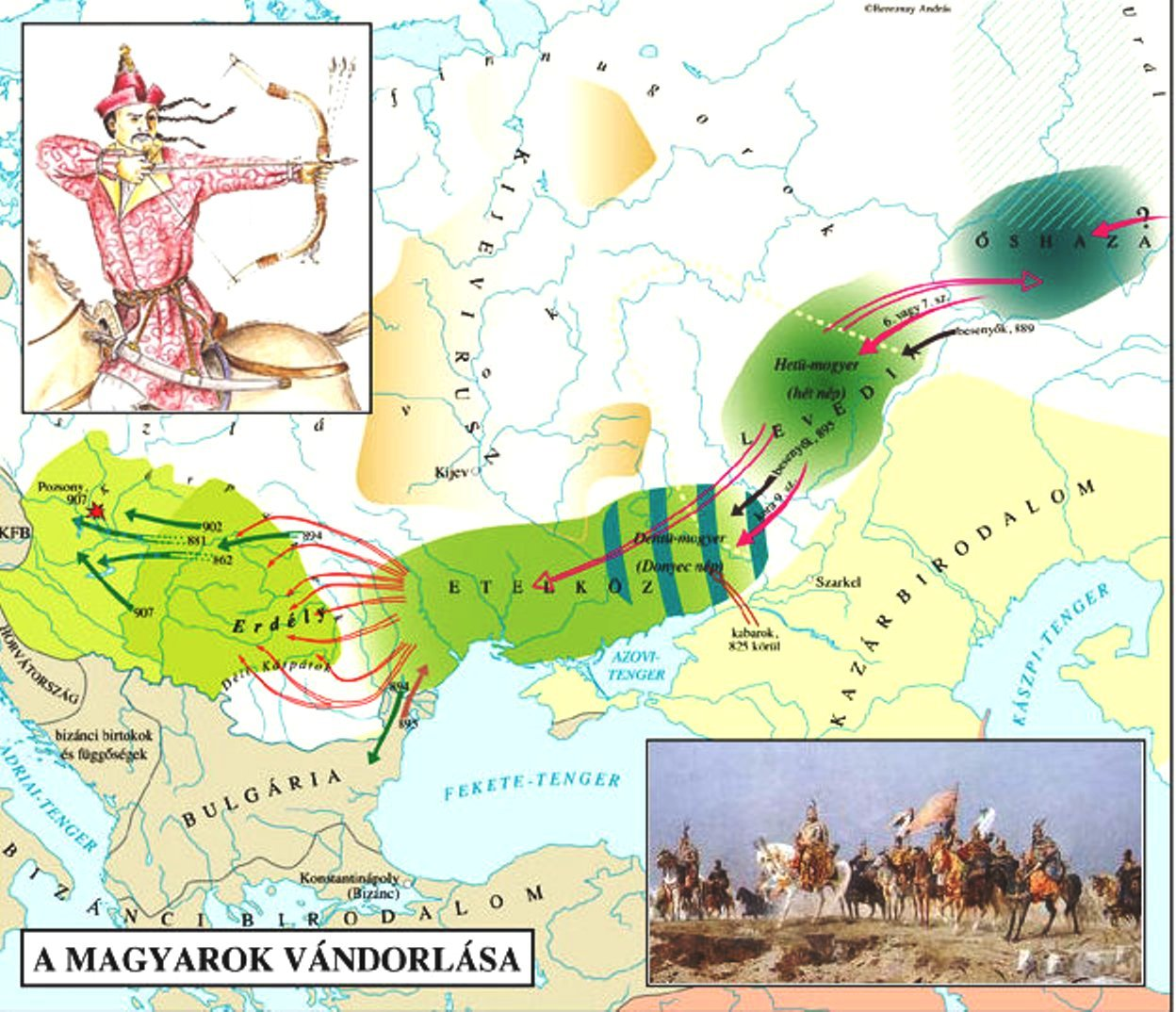
Историческая миграция венгров

Древние венгры накануне переселения на Дунай представляли собой конфедерацию племён, подчинённую двум правителям. В 896 году под предводительством Арпада и Курсана венгры поселились в Трансильвании, откуда они овладели Паннонией и впоследствии заняли сегодняшние земли восточной Австрии и южной Словакии.
Византийский император Константин VII Багрянородный в своем труде «Об управлении империей» перечисляет венгерские племена, занявшие в 896 году Паннонию.
Согласно данному описанию, венгры, жившие в Ателькузе (Etelköz), представляли собой союз семи племён (Hétmagyar), и восьмым племенем к ним присоединились три хазарских рода каваров.